# Chaenusa trumani
Chaenusa trumani är en stekelart som beskrevs av Robert R. Kula 2008. Chaenusa trumani ingår i släktet Chaenusa och familjen bracksteklar. Inga underarter finns listade i Catalogue of Life.